# Cal Notari (Sant Feliu de Buixalleu)
Cal Notari és un mas al veïnat de Gaserans al terme municipal de Sant Feliu de Buixalleu. Apareix fotografiat ja en els primers vols aeris dels americans l'any 1946 i 1956, on s'aprecia el mas. Les fotografies es poden veure a través de l'eina del ICGC, Vissir3.
Tal com diu Vicenç Buhils al "Col·loqui d'estiu del 13 de juny del 2014 a la revista Sant Feliu diu, el gran incendi del 1994 originat a Gualba va arribar a la Serra de Bosc d'Amunt procedent de Sant Llop, per Pagès de Dalt de Breda, entre les 4 i les 5 de la tarda. Va travessar el Repiaix pel Pont del Mut, es va enfilar per Can Martí Escarré de Breda, fins a Can Reveixí, cal Notari i la Torre de la Mora. Cal Notari, que és trobava en procés de restauració, sense bigues ni potres, s'esfondrà totalment.
El podem trobar localitzat al mapa "Les ruïnes del Montseny".